# Вторичная условность
Вторичная условность — использование в художественной литературе образов, отличающихся от жизнеподобия; принцип художественного изображения, в основе которого лежит сознательное, демонстративное отступление от жизнеподобия, изображение заведомо невозможных в реальности ситуаций, «явный» вымысел (применение элемента необычайного).
Термин «вторичная условность» следует отличать от термина «первичная условность», который означает условность как специфику художественного образа и образного типа мышления, образную природу искусства, непременно требующего авторского субъективно-эмоционального переосмысления реальности. Первичная условность присутствует в любых литературных произведениях, даже в документальной прозе. В произведениях же, созданных с помощью «явного» вымысла, первичная условность сочетается с вторичной. Термин «первичная условность» синонимичен наиболее широкой трактовке термина «вымысел». Любой художественный текст предъявляет читателю вымысел в качестве реальности, но фантастический текст возводит эту вымышленность в высокую степень. 
Вторичная условность во многом обусловлена собственной литературной традицией (как, например, вымысел в волшебной сказке). В то же время она представляет собой продукт особой авторской концепции, осмысляющей мир в фантастических, не имеющих непосредственных эквивалентов в реальности формах.

## Различные подходы к определению границ вторичной условности
В литературе существует «формальное» (гипербола, метафора, символ; пространственно-временная неопределённость и «заданность» ситуации в притче) и «фактическое» (фантастическая образность, изображение необычайного, сверхъестественного и т. п.) нарушение границ возможного. Единое мнение о том, какие из этих разновидностей условности включать в понятие «вторичная условность», отсутствует.
Некоторые учёные, как, например, А. Михайлова или Н. Еланский, относят ко вторичной условности не только «фактическое» нарушение границ возможного, но и «формальное»: гиперболу, заострение и символ, ставя их в один ряд с экспериментами в области художественной формы, присущими, например, сюрреализму или театру абсурда. В частности, Н. Еланский ко вторичной условности относит «внутренний монолог и несобственно-прямую речь в форме потока сознания, принцип монтажа и ретроспекции, пространственные и временные смещения, фантастические и гротескные образы…».
В монографии В. Дмитриева «Реализм и художественная условность» и в работе А. Волкова «Карел Чапек и проблема реалистической условности в драматургии XX в.» под вторичной условностью подразумевается любое нарушение автором логики реальности, любая деформация её объектов. Так, В. Дмитриев к числу условных форм относит без дополнительных оговорок «условность гротеска, карикатуры, сатиры, фантастики и других способов образотворчества».
Однако, по мнению фантастоведа Е. Н. Ковтун, такие художественные приёмы, как ретроспекция и монтаж, алогизм, метафора и символ, нефантастический гротеск и др., необходимо всё же относить к первичной условности. На этом уровне ещё нет вымысла как элемента необычайного — такого, как в фантастике или волшебной сказке. Например, приём ретроспекции у М. Пруста или хронологической инверсии в «Герое нашего времени» М. Лермонтова принципиально отличен от фантастической гипотезы путешествия во времени из «Машины времени» Г. Уэллса, а гиперболические и карикатурные образы помещиков в «Мёртвых душах» Н. Гоголя или офицеров и чиновников австрийской армии в «Похождениях бравого солдата Швейка» Я. Гашека нельзя назвать фантастическими, в отличие от не менее гиперболических и карикатурных, иронически-иносказательных, но всё же необычайных образов чёрта из гоголевских «Вечеров на хуторе близ Диканьки» или саламандр из «Войны с саламандрами» К. Чапека.
Некоторые из исследователей, в частности В. Дмитриев, делая акцент на недостаточности существующих критериев, заявляют о невозможности однозначного и окончательного разграничения «условных» и «жизнеподобных» форм в искусстве. Н. Владимирова пишет о текучести границ между ними: «Миф и мифологические, шире, литературные аллюзии, игра и игровое начало, маска и масковая образность, пройдя к XX веку значительный историко-литературный путь и видоизменив свою природу, создают большое разнообразие стилевых моделей в рамках условного типа художественного обобщения. Выступая в прошлом как формы первичной художественной условности, соотносимые с генетически присущими искусству средствами, они могут приобретать в современной литературе признаки вторичности».
Е. Н. Ковтун тоже подчёркивает, что критерии разграничения первичной и вторичной условности вряд ли «когда-нибудь удастся довести до безукоризненной чёткости. Очень часто о присутствии в тексте элемента необычайного можно спорить, особенно когда фантастические или кажущиеся таковыми события даются в субъективном восприятии героя, находящегося к тому же в одном из „пограничных“ состояний (полусна, бреда, психического расстройства и т. п.), и не подкрепляются свидетельствами других персонажей или подтверждением повествователя („Медный всадник“ А. Пушкина, „Кракатит“ К. Чапека, „Дом в тысячу этажей“ Я. Вайсса, „Огненный ангел“ В. Брюсова, „Голем“ Г. Майринка, „Дом доктора Ди“ П. Акройда). По определению Ю. Манна, это формы „завуалированной“ фантастики».
Также Е. Н. Ковтун указывает, что существуют книги, где действие происходит в рамках узкой грани между возможным и невозможным и автор предоставляет читателю решать, имеет ли место цепь совпадений и нагромождение случайностей в рамках вполне реального течения событий, субъективное восприятие персонажем того, чего в действительности не было, либо же намеренное введение автором фантастического элемента («Город великого страха» Ж. Рэя, «Хромая судьба» А. и Б. Стругацких).
В промежуточной зоне (фантастика // нефантастика) оказываются, как отмечает Е. Н. Ковтун, и целые группы произведений, жанры, порой и области литературы. Например, в этой зоне находятся притча, «классическая» утопия и многие сатирические произведения, о наличии или отсутствии в которых элемента необычайного можно судить по-разному. Т. Хоруженко относит ко вторичной условности не только фантастику, но и миф, сказку, утопию, антиутопию.